# Фиделли, Виктор Игнатьевич
Виктор Игнатьевич Фиделли (15 [27] января 1857, Санкт-Петербург — 30 октября [12 ноября] 1916, Петроград) — русский архитектор.

## Биография
Родился 15 (27) января 1857 года в семье надворного советника итальянского происхождения, служащего министерства финансов Игнатия Петровича Фиделли. Среднее образование получил в Петербургском коммерческом училище. Вольнослушатель Академии Художеств с 1875 года; учился с 1878 года. В 1883 году получил малую серебряную медаль и тогда же окончил курс наук. В 1884 году удостоен звания классного художника 3-й степени. Член Петербургского общества архитекторов.
Проживал в Петербурге по адресу: Лодейнопольская улица, 8 (1908—1916). Скончался 30 октября (12 ноября) 1916  года, похоронен на Смоленском православном кладбище в Петербурге.

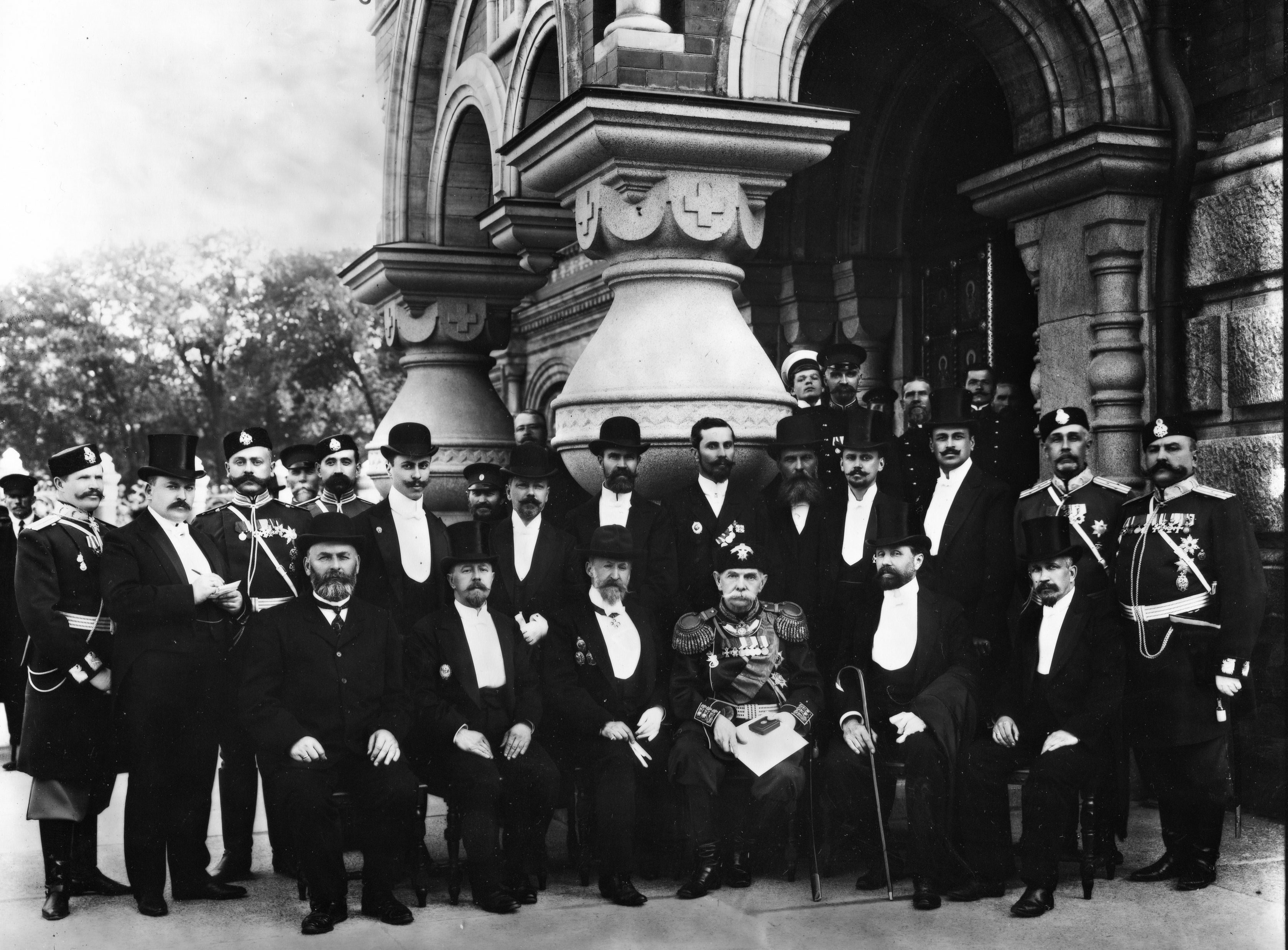
Группа архитекторов и подрядчиков — строителей храма Спаса на Крови, Фиделли сидит первый справа

## Проекты и постройки

### Санкт-Петербург
- Собор Воскресения Христова на Крови (участие в строительстве). Набережная канала Грибоедова, 2Б, литера А (1883—1907);
- Доходный дом. Можайская улица, 13 (1892)[7];
- Доходный дом великого князя Петра Николаевича. Певческий переулок, 5 — Большая Посадская улица, 9 (1911—1912)[8]. За работу над проектом Фиделли был награжден часами с княжеским вензелем[9].

### Ленинградская область
- Колокольня Михайловской церкви в деревне Бегуницы (1892);
- Конкурсный проект психиатрической лечебницы для СПб. Губернской Земской управы (1898; не реализован)[10];
- Каменная часовня Рождества Иоанна Предтечи в деревне Заполье (1915; руинирована)[11].